# Refresh
Refresh es el tercer EP del grupo femenino surcoreano CLC, publicado el 29 de febrero de 2016. Es el primer lanzamiento de CLC como un grupo de siete integrantes. El sencillo promocional del álbum es «High Heels».

## Lanzamiento
CLC anunció su regreso con dos miembros adicionales que revelaron ser Elkie, y la concursante del programa Produce 101, Kwon Eunbin. Sin embargo, debido a la aparición de Eunbin en Produce 101, no pudo unirse a las promociones de CLC en programas de música o emisiones. Las partes de Eunbin en el vídeo musical también fueron eliminadas y pospuso sus actividades con CLC hasta que fue eliminada de Produce 101. CLC lanzó una versión corta de su sencillo promocional «High Heels» el 29 de febrero de 2016. La versión completa del vídeo musical fue subida el 20 de marzo.
CLC comenzó a promocionar como un grupo de seis miembros en M! Countdown de Mnet el 3 de marzo.

## Lista de canciones
| First Love |                                            |                         |                                           |                             |          |  |
| N.º        | Título                                     | Letras                  | Música                                    | Arreglo                     | Duración |  |
| 1.         | «High Heels» (예뻐지게; Yeppeojige)        | No Jun-hwan, Iggy       | Lee Hyun-seung, DOM                       | Lee Hyun-seung, DOM, Jeinho | 3:24     |  |
| 2.         | «Refresh»                                  | GHIGH, GDLO (Mono Tree) | GHIGH, GDLO, Choi Young-kyung (Mono Tree) | GHIGH, GDLO (Mono Tree)     | 3:26     |  |
| 3.         | «Yaya (Say Bye to Solo)»                   | Big Sancho              | Big Sancho                                | Big Sancho                  | 3:13     |  |
| 4.         | «Friend Lover Zone» (오빠친구; Oppachingu) | Jung Il-hoon            | Ferdy, Adam Kulling, Alice Gernanot       | Ferdy, Adam Kulling         | 3:25     |  |
| 5.         | «Eighteen»                                 | Kim Geon-woo            | Kim Geon-woo                              | Kim Geon-woo, Song Gi-hong  | 3:29     |  |
| 17:03      |                                            |                         |                                           |                             |          |  |

## Historial de lanzamiento
| País          | Fecha              | Distribuidora                   | Formato              |
| ------------- | ------------------ | ------------------------------- | -------------------- |
| Corea del Sur | 29 de mato de 2016 | Cube Entertainment CJ E&M Music | CD, descarga digital |
| Todo el mundo | 29 de mato de 2016 | Cube Entertainment CJ E&M Music | CD, descarga digital |